# Henri Allouard

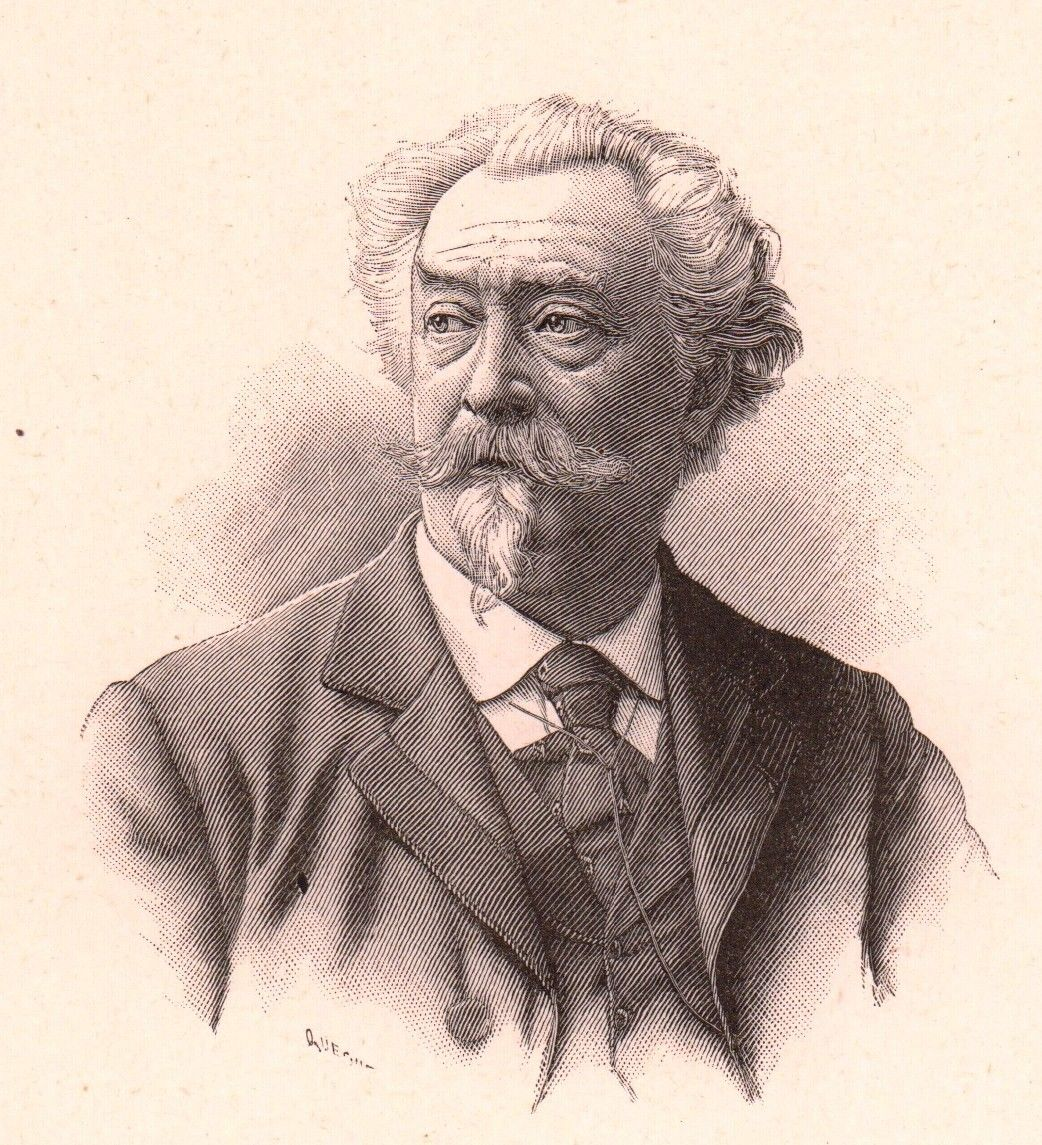
Henri Allouard, Porträt

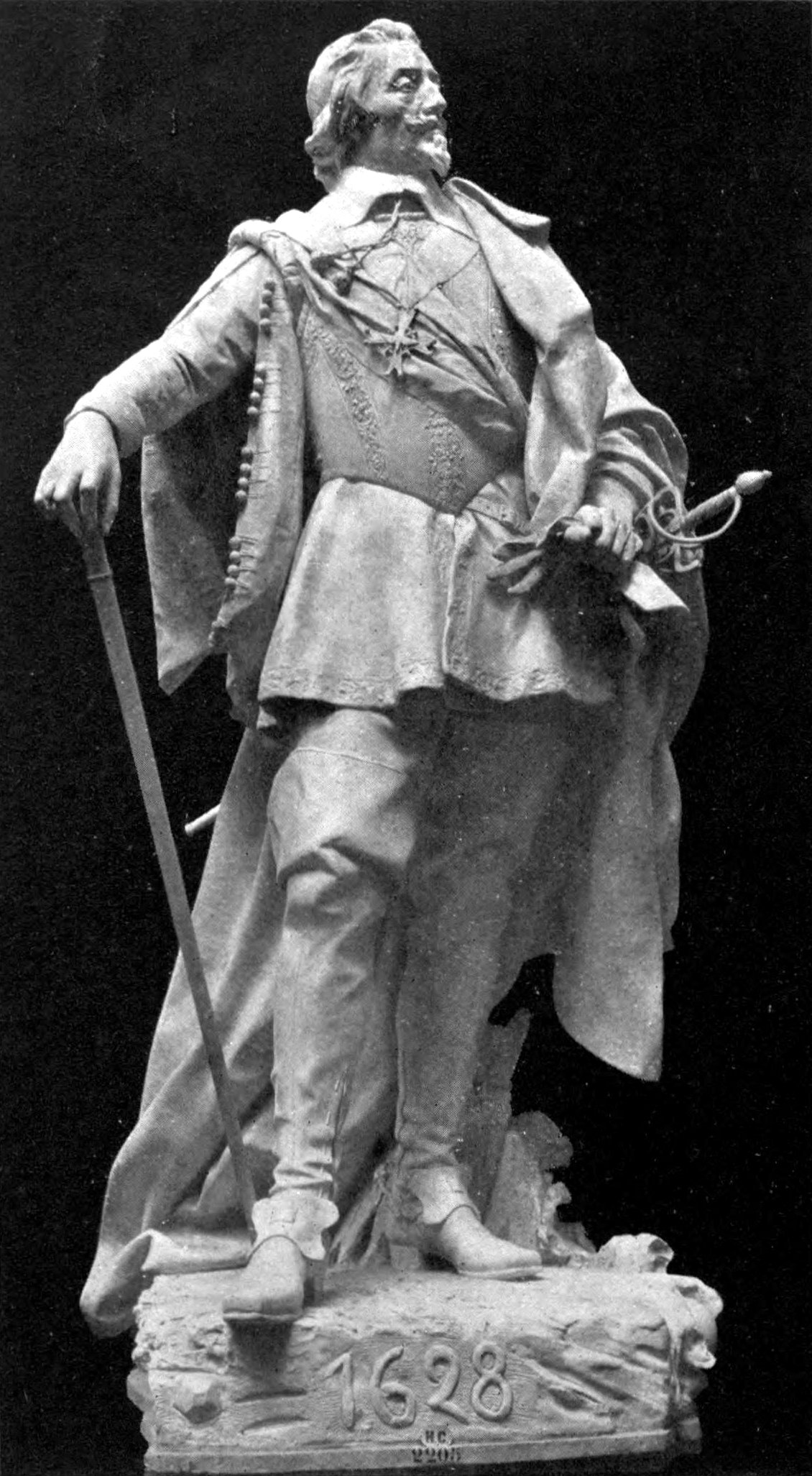
Richelieu in La Rochelle, gezeigt auf dem Salon von 1905.

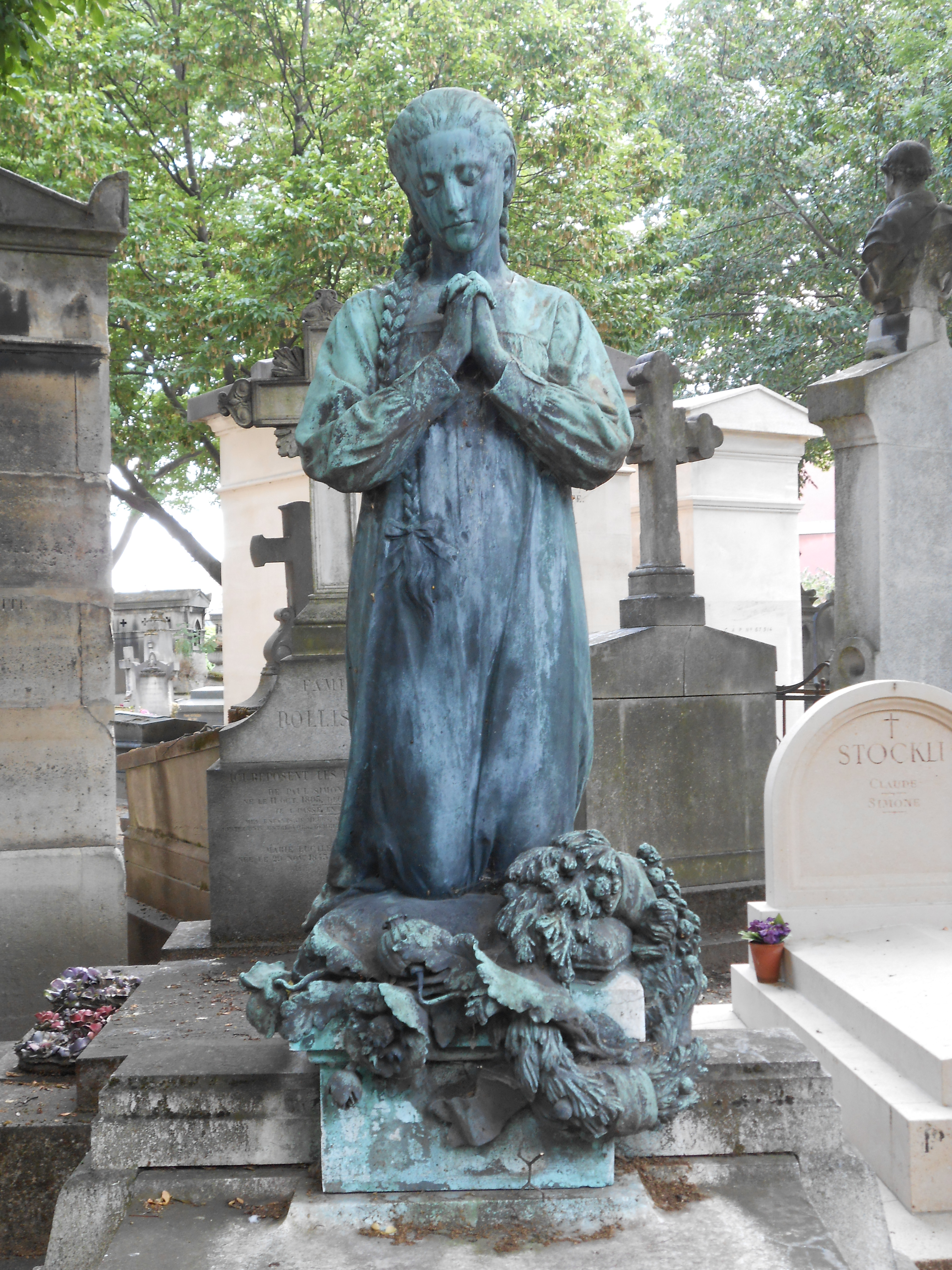
Grab von Allouard auf dem Friedhof Père-Lachaise.

Henri Émile Allouard (* 11. Juli 1844  in Paris, Frankreich; † 12. August 1929 ebenda) war ein französischer Maler, Zeichner, Medailleur und Bildhauer.

## Leben
Allouard war Schüler der Bildhauer Alexandre Schoenewerk und Eugène-Louis Lequesne. Bis 1872 verdiente er seinen Lebensunterhalt als Buchhändler, bevor er von seiner Kunst leben konnte. Von 1865 bis 1928 stellte er auf den Salons der Société des Artistes Français in Paris aus, mit seinen Medaillen war er dort auf den Salons von 1907, 1912 und 1914. Von 1889 bewertete er hier als Mitglied der Jury eingereichte Arbeiten der Bildhauerei und der dekorativen Kunst. Er zeigte seine Arbeiten auf den Weltausstellungen Paris 1889 und 1900; auf letzterer gewann er eine Goldmedaille. Im Ausland war er auf der Exhibition of the Royal Scottish Academy of Painting, Sculpture and Architecture von 1913 präsent.
Als Maler bediente Allouard die Genre Historienmalerei und Landschaftsmalerei, bildete aber auch Stillleben ab. Seine Illustrationen erschienen in Publikationen wie Histoire de la Guerre 1870–71, Théâtre choisi oder Pour les grands et les petits, fables. Er entwarf die gemalten Dekorationen am Panthéon, der Opéra Garnier und des Pariser Rathauses. Als Bildhauer war er bekannt für seine Kombinationen aus farbigem Marmor und Bronze, arbeitete aber auch mit  Terrakotta, Elfenbein und Edelmetallen. Seine Skulpturen sind repräsentativ für neobarocken Bildhauereistil. Kleinere dekorative Arbeiten Allouards wurden ab 1903 von dem Éditeur d’art (Kunstverleger) Arthur Goldscheider handwerklich umgesetzt und vertrieben.
Allouard war ab 1904 Vorsitzender des Vereins Les Parisiens de Paris. Nach seinem Tod 1929 wurde er auf dem Friedhof Père-Lachaise in der Division 32 begraben.

## Werke (Auswahl)
- Loin du monde, 1913
- Cruche cassee, 1913
- Harlekin
- Lutiniere
- Taquinerie enfantine
- Zouave de la guerre de Crimée
- Soldat de l'Infanterie de Marine Coloniale
- La leçon d'escrime
- Pierrette
- Le sermon

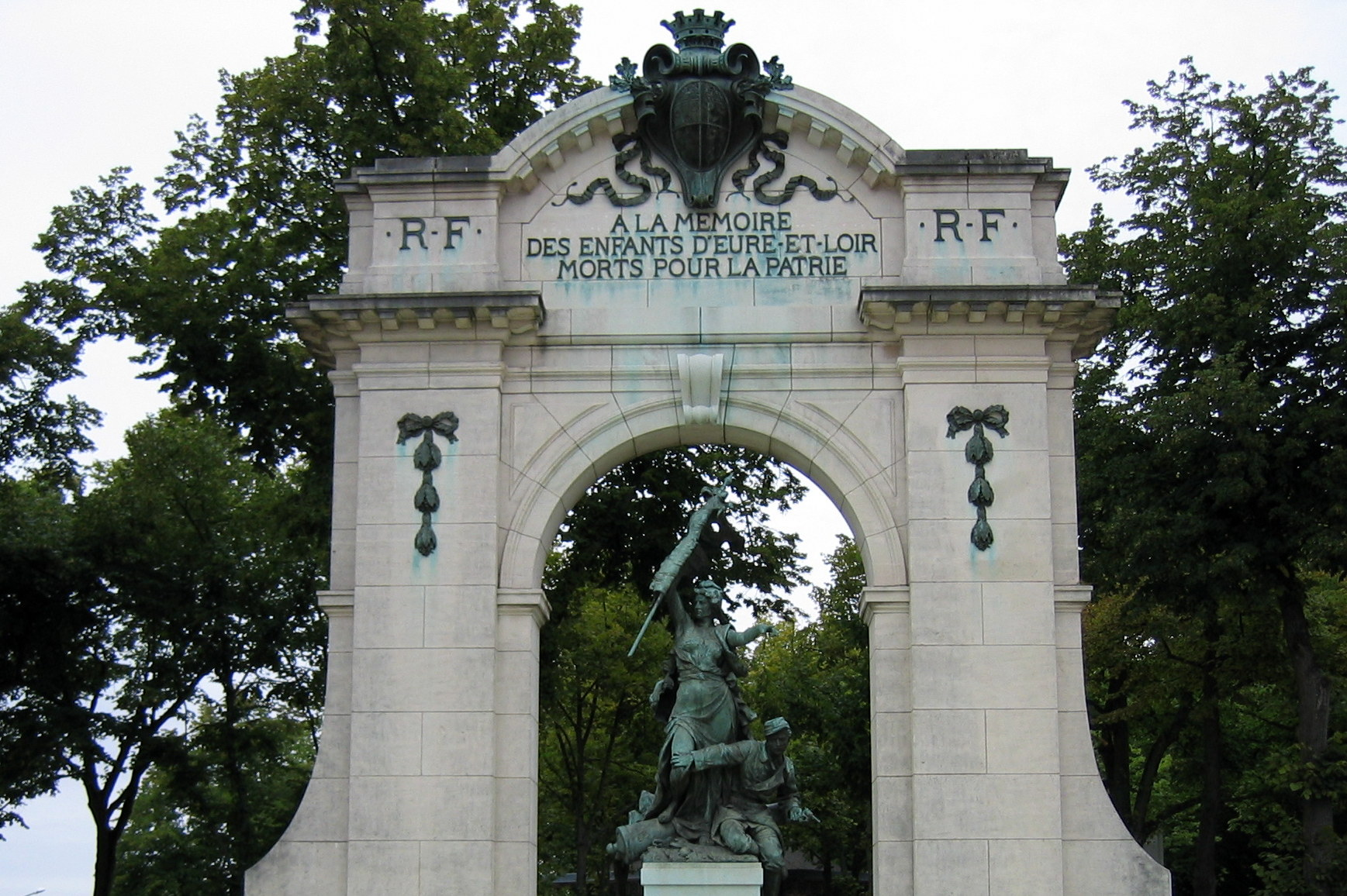
Denkmal für die Kinder des Département Eure-et-Loir, die für ihr Land starben. Chartres, 1901.
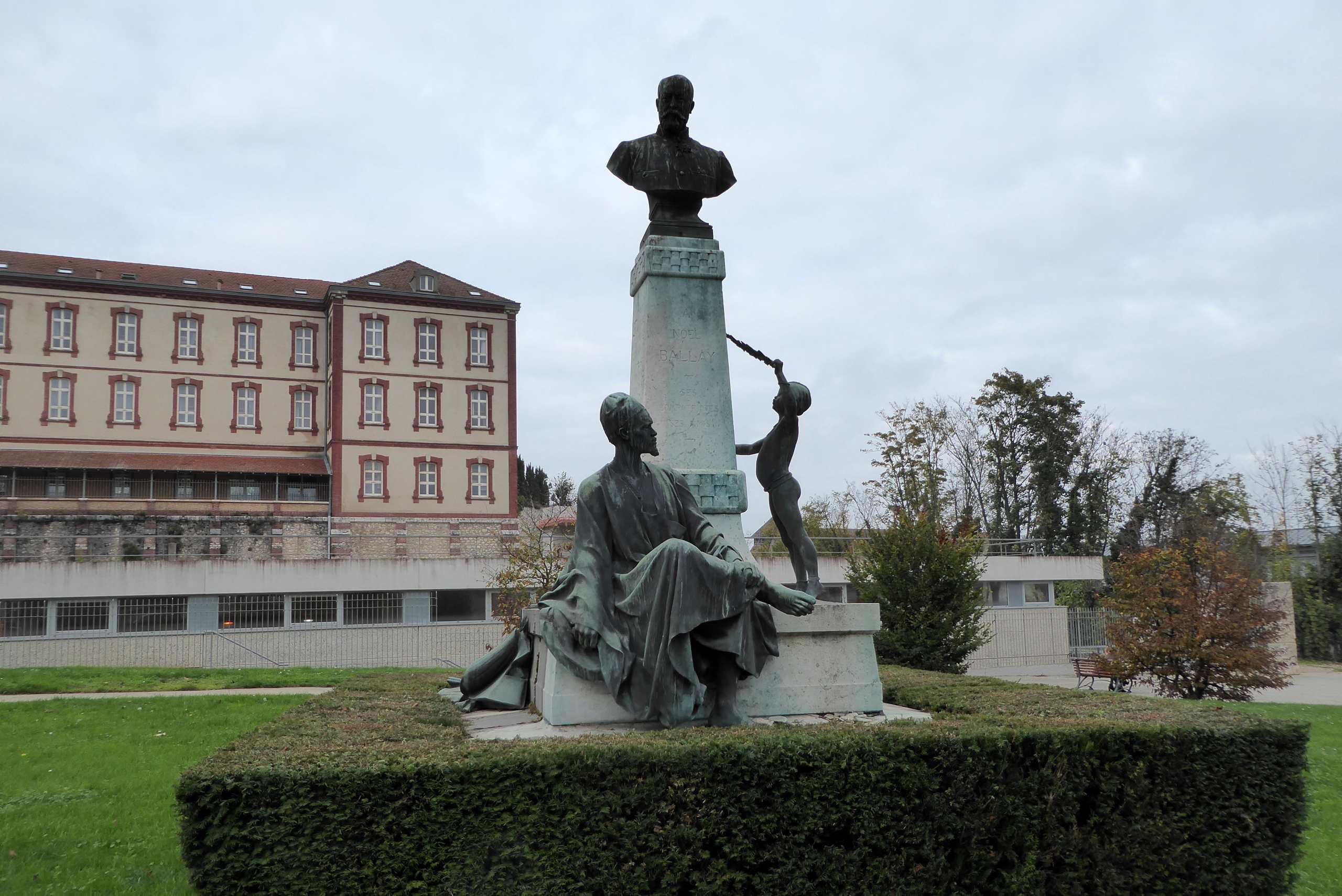
Statue Noël Ballay, Chartres.
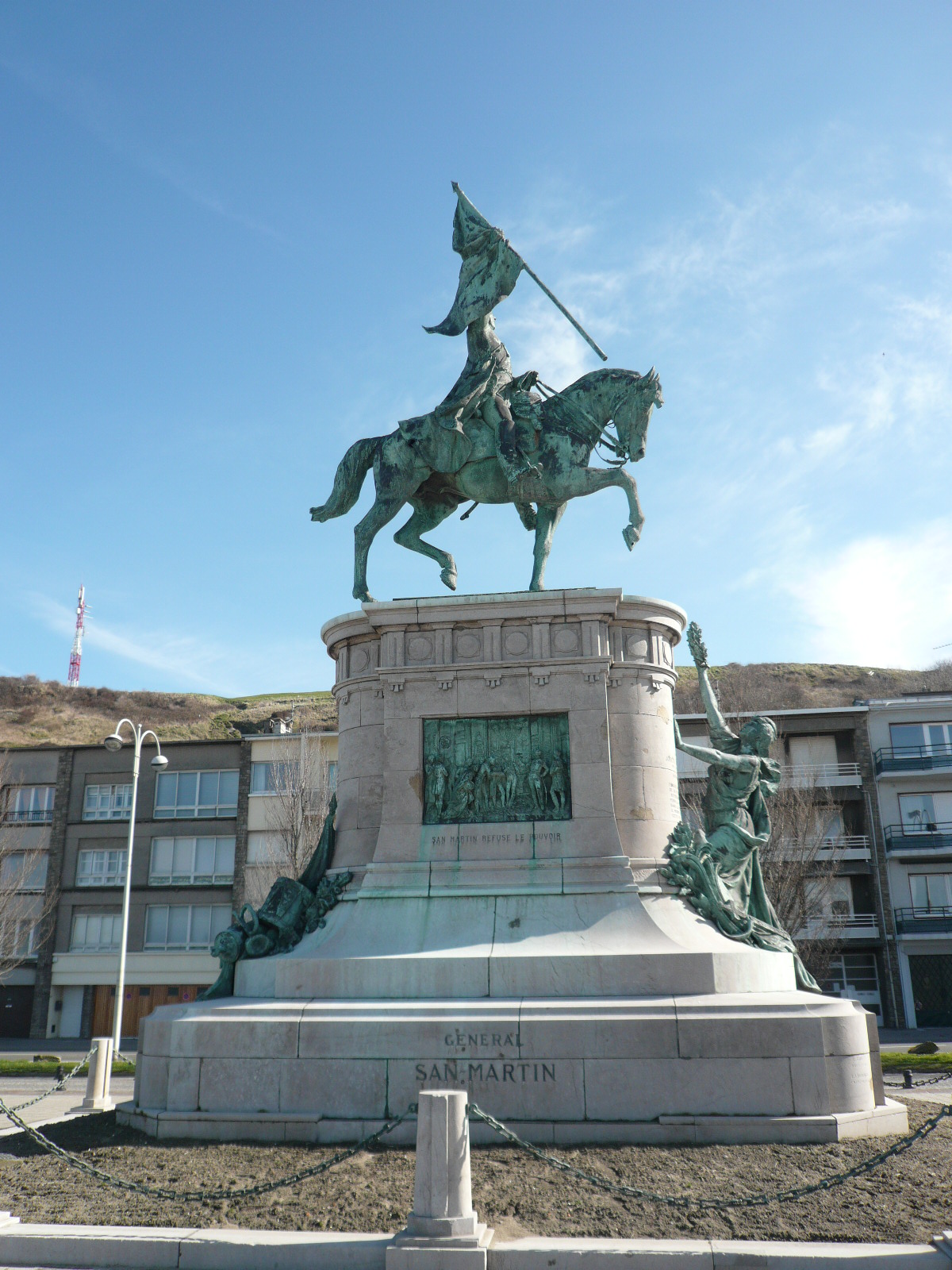
Denkmal für General José de San Martín von 1909, Boulogne-sur-Mer.
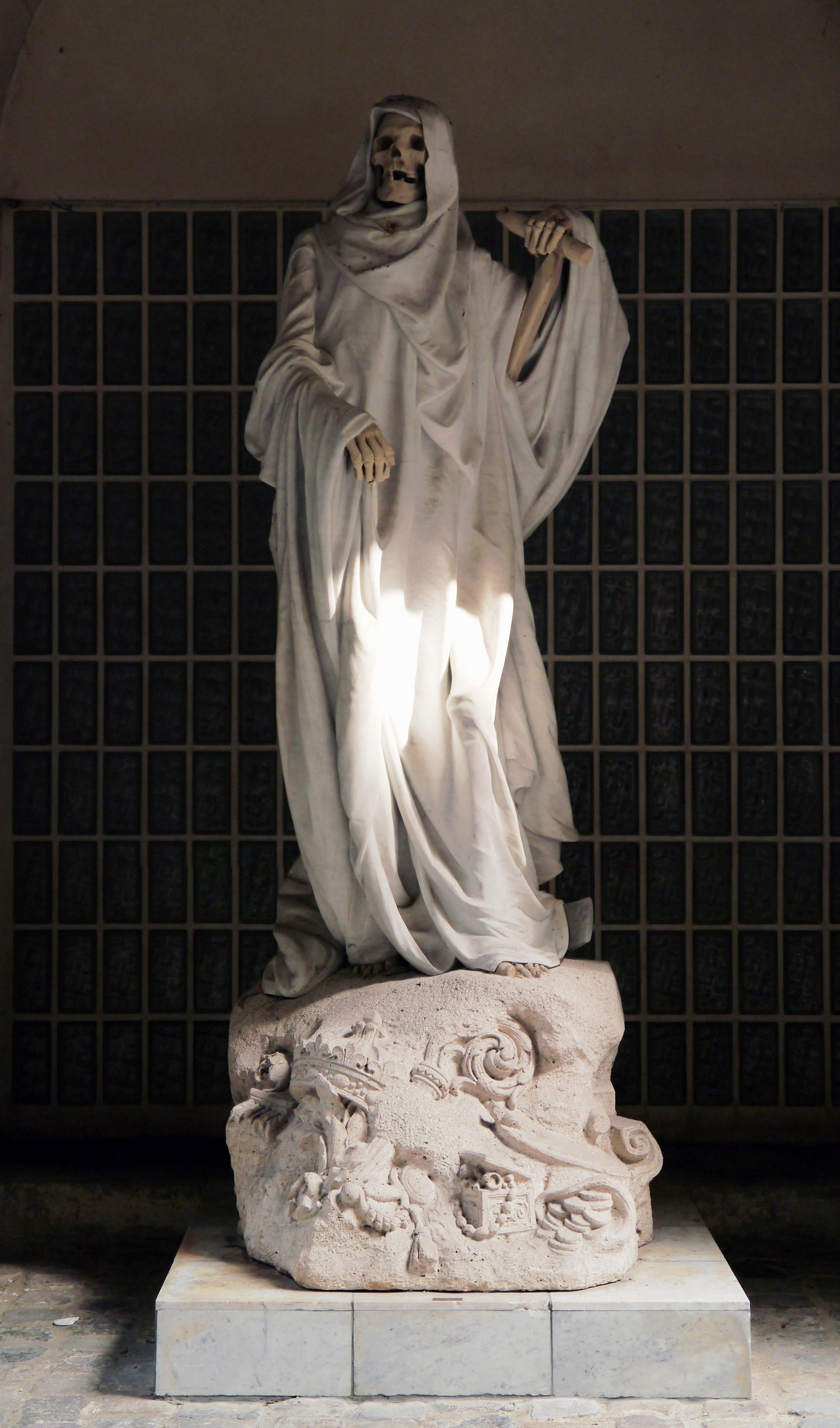
La Mort von 1910, Couvent des Cordeliers (Paris).
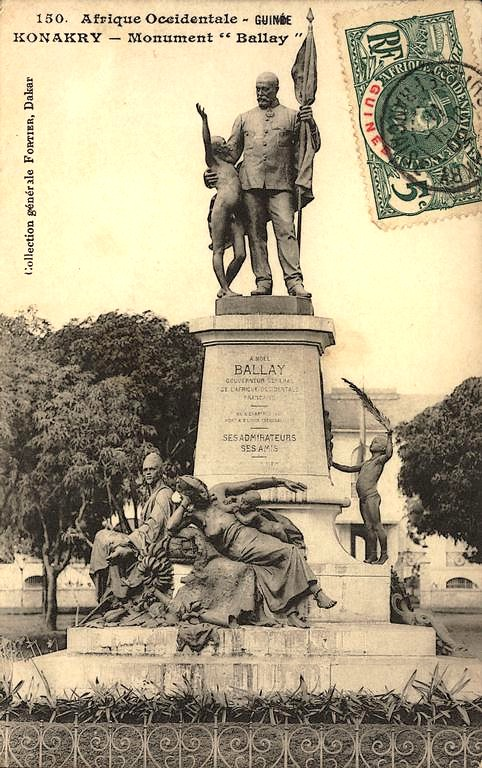
Postkarte mit dem Monument à Noël Ballay von 1908, Conakry, Guinea.
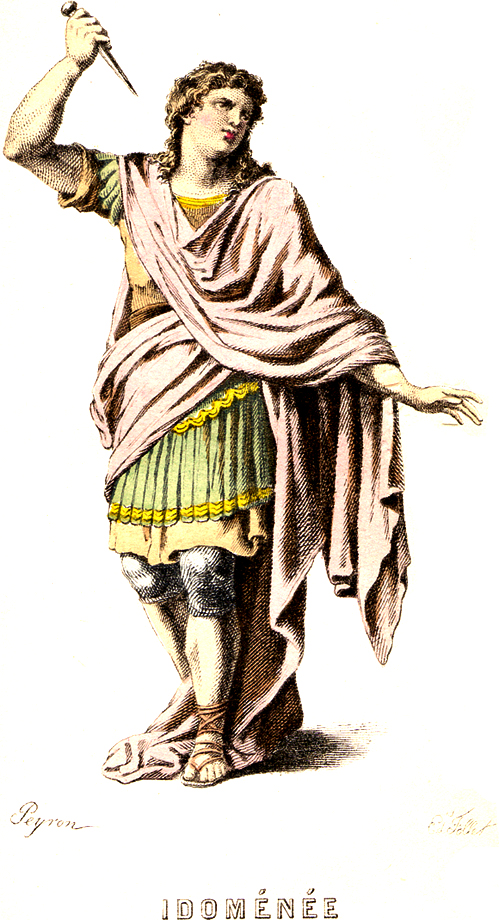
Illustration der Tragödie Idoménée von Prosper Jolyot Crébillon.